# سد شهدای ایلام
سد شهدای ایلام (گلال) در فاصله ۱۰ کیلومتری غرب روستای مورت در استان ایلام و بر روی رودخانه گلال یا قلادوله قرار دارد. حجم مخزن این سد ۱۹٫۹ میلیون متر مکعب و
متوسط حجم تنظیم سالانه آن ۱۴٫۳ میلیون مترمکعب است که نیاز مجتمع پتروشیمی ایلام را فراهم می‌سازد. در کنار این امر امکان کنترل خروج آبهای سطحی از کشور یکی دیگر از دستاوردهای طرح می‌باشد.

## نگارخانه
.